# 塞琉古帝国
塞琉古帝國（希臘語：Αυτοκρατορία των Σελευκιδών），在中國漢代至南北朝時代的史籍中被稱之為條支。它是由亞歷山大大帝的部將塞琉古一世所創建，以叙利亞为中心，包括伊朗和美索不達米亞在内（初期还包括印度的一部分）的希臘化國家，同時也是希臘化時期西亞世界中實力最強的國家。
亞歷山大大帝死後他的帝國陷入分裂狀態，各地發生了嚴重的暴亂，塞琉古則在混亂之中開始逐漸擴展他的勢力。截止到公元前300年，馬其頓帝國的東方地區皆已納入塞琉古的版圖，塞琉古和他的兒子安條克一世以原先波斯帝國和亞歷山大大帝所使用的王中之王的身份統治著西亞地區的絕大部分領土。但東方的巴克特里亞和帕提亞從公元前3世紀後期脫離了塞琉古王朝的控制，帝國也開始走上了衰退的道路。

## 歷史

### 马其顿帝國的分割（前323年—前281年）
亚历山大大帝雖然征服了阿契美尼德王朝，但他的早逝使得這遼闊的泛希臘帝國沒有一個成年的繼承人。帝國在前323年由佩爾狄卡斯攝政，而廣大疆土及眾多人口則由各將軍（及後成為總督）於巴比倫分封協議所瓜分。

### 塞琉古的冒起
亞歷山大的將領互相爭奪他帝國的最高權力，其中埃及總督托勒密率先挑戰國規，其他有力大員也反叛，迫使帝國攝政佩爾狄卡斯身亡，并导致继业者战争爆发。托勒密的反叛導致帝國重新分割──特里帕拉迪蘇斯分封協議（前320年）。经过继业者战争，塞琉古因協助行刺佩爾狄卡斯並獲分得巴比倫尼亚行省，並從此開始他的勢力。塞琉古在前305年自行稱王，建立塞琉古帝國，稱為塞琉古一世。又在巴比倫北部的底格里斯河建立另一首都塞琉西亞。他的统治範圍除了巴比倫，還包括亞歷山大帝國在東部龐大的一部份。塞琉古進至印度，並與旃陀羅笈多（又稱月護王）達成協議，以他在東面的邊界換取500頭戰象，這些戰象後來在伊普蘇斯戰役起了關鍵性的作用。

### 伊普蘇斯戰役

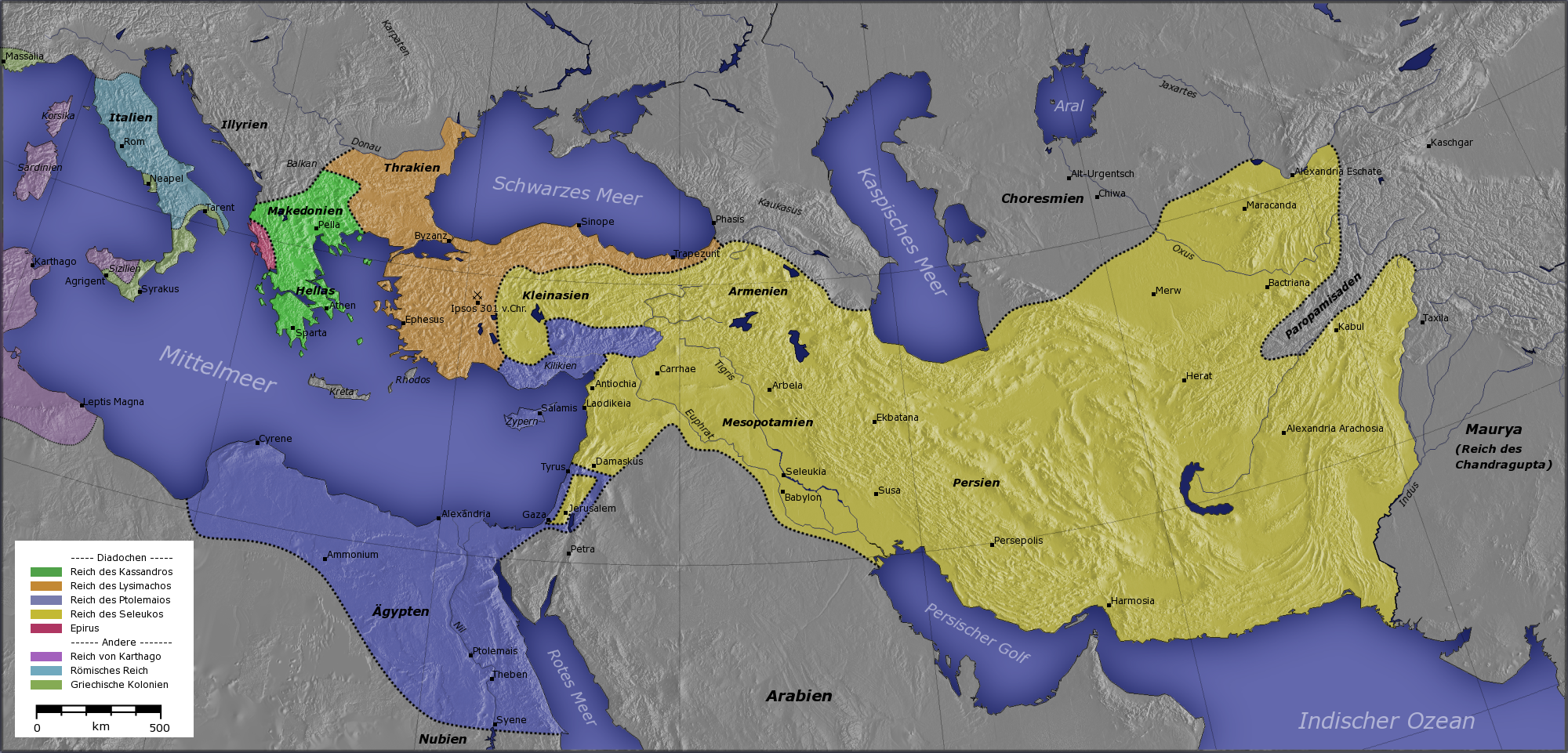
塞琉古帝國
其他亞歷山大大帝繼業者
卡山得王國
利西馬科斯王國
托勒密王國
伊庇魯斯
其他
迦太基
羅馬共和
希臘城邦

隨著與色雷斯的利西馬科斯、馬其頓的卡山德在伊普蘇斯戰役（前301年）戰勝了安提柯一世，塞琉古一世控制了東安那托利亞及西敘利亞。在西敘利亞，他在奧龍特斯河建立新城市，並以他父親的名字安條克命名，後來此城變成塞琉古帝國新首都。在前281年塞琉古在庫魯佩迪安戰役中打敗了他從前的盟友利西馬科斯後達至顛峰。塞琉古擴張版圖至整個安那托利亞。人口在前280年达到1030万人。他甚至企圖吞併利西馬科斯在歐洲的疆土──包括色雷斯及他的故鄉馬其頓，但卻在登陸歐洲時被托勒密·克勞諾斯刺殺。他的兒子及繼承人安條克一世眼見無法得到其父未能征服的亞歷山大帝國的歐洲部份，便只好離去，但他仍幾乎擁有帝國在亞洲的整個龐大領土。而他的競爭對手有馬其頓的安提柯二世和托勒密埃及的托勒密二世。

### 過度擴張的疆土
然而，即使在塞琉古一世在世時，塞琉古帝國東面的領土已不易管治。前304年，塞琉古入侵印度北部（現代巴基斯坦旁遮普邦），與孔雀王朝的建國人旃陀羅笈多（又稱月護王）對抗。據說旃陀羅笈多動員十萬將領及九千頭戰象。兩國君主最後簽訂和約，塞琉古交出印度河到現今阿富汗的疆土，以交換旃陀羅笈多不少於五百頭的戰象，這批戰象在之後的伊普蘇斯戰役發揮顯著的作用。兩國的和平是配以「聯姻」，意味著兩個王族的聯姻（可能是一個塞琉古王朝的公主許配給孔雀王室）或希臘人與印度人通婚。
塞琉古曾任命麥加斯梯尼為駐旃陀羅笈多朝廷的大使，多次到訪當時的國都华氏城（現今比哈爾邦首府巴特那）。麥加斯梯尼在其著述的《印度志》詳細記敘了印度及旃陀羅笈多的統治。塞琉古及後再任命代马库斯為駐旃陀羅笈多的兒子賓頭沙羅朝廷的大使。
其他於塞琉古在世時失去的領土還有在伊朗高原東南的格德羅西亞（Gedrosia，即現今巴基斯坦西南的俾路支省），以及在格德羅西亞以北、印度河西岸的阿拉霍西亞。
安條克一世（前281年－前261年在位）與安條克二世（前261年－前246年在位，安條克一世之子）皆面對來自西面的威脅，包括與托勒密二世的多次戰爭及小亞細亞凱爾特人的入侵，使他們不能專注於保持帝國東部團結一致。在安條克二世統治的尾段，巴克特里亞行省總督狄奧多特、帕提亞行省總督安德拉哥拉斯及卡帕多細亞地方大族阿里阿拉特等紛紛同時宣佈獨立。

### 巴克特里亞的分離
約前245年，巴克特里亞行省總督狄奧多特宣佈獨立並建立希臘-巴克特里亞王国。王國充滿希臘文化色彩，其統治至約前125年，直至来自于北疆以外的大月氏人的入侵為止。巴克特里亞德米特里一世曾於前180年前後攻入印度河流域，將喀布爾、犍陀羅和旁遮普等地納入巴克特里亞王國疆土。

### 帕提亞的分離
約前245年，帕提亞行省總督安德拉哥拉斯與巴克特里亞的狄奧多特同時宣佈獨立，但隨即在前238年前後被游牧部落联盟大益的成员帕尼部落首領阿爾沙克一世所殺及接收帕提亞屬地。阿爾沙克一世建立安息，成為及後強大的阿尔沙克王朝的奠基人。

### 戰亂與中興

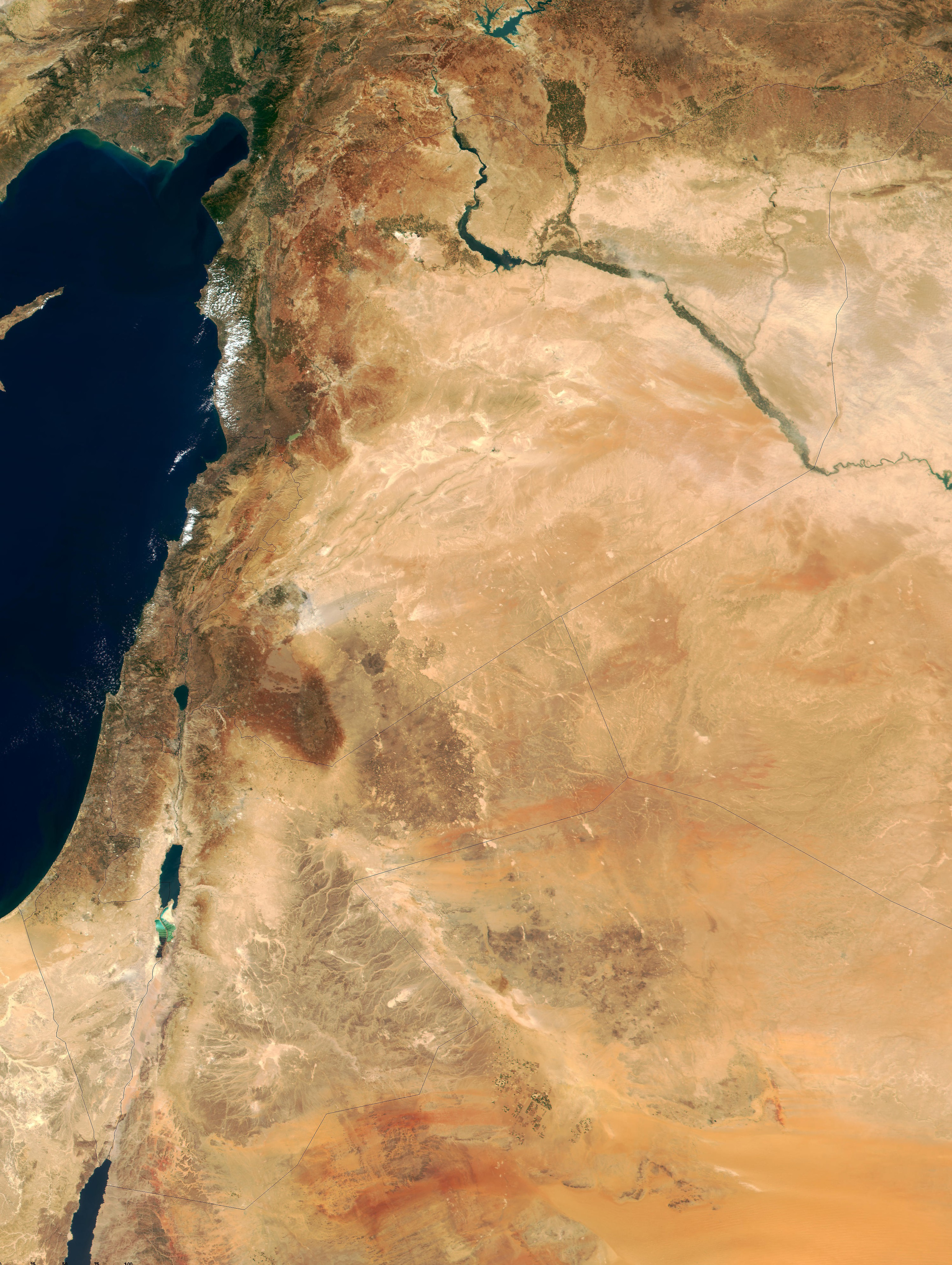
柯里敘利亞

前246年，在安條克二世之子塞琉古二世登基之時，塞琉古帝国仿佛已到了最低潮。塞琉古二世在第三次敘利亞戰爭中被托勒密埃及的托勒密三世打敗，之後又忙於應付他弟弟安條克·伊厄拉斯發動的內戰。乘著塞琉古王朝注意力分散之利，巴克特里亞及帕提亞相繼脫離帝國。帝國也因高盧人在加拉太建立了據點，加上半獨立帕加馬的阿塔羅斯王朝脫離控制，而失去在小亞細亞的控制權。小亞細亞諸王國如比提尼亞（小亞細亞西北）、本都及卡帕多細亞也不再受帝國统治而獨立。
但塞琉古帝国在前223年安條克三世登基後出現中興。雖然他在與埃及的第四次敘利亞戰爭未能成功，甚至導致他在拉菲亞戰役（又名加薩戰役）前217年中難堪地戰敗，安條克三世仍證明他是自塞琉古一世以來最偉大的塞琉古君主。繼在拉菲亞戰敗後，安條克三世在東面領土大規模進軍十多年，恢復了如安息和巴克特里亞等不受控制的諸國，使它們名義上從屬塞琉古帝國，安條克三世甚至仿如亞歷山大一樣遠征印度並與當地印度王公幸軍王會面。
在前205年大軍西還時，安條克三世接到托勒密四世的死訊時覺得情况有利他西征。
安條克三世與馬其頓腓力五世秘密訂立契約瓜分埃及以外的托勒密屬地，並在第五次敘利亞戰爭將托勒密五世的勢力驅逐出柯里敘利亞（即現今黎巴嫩東面的貝卡谷地）。前198年的帕尼翁戰役進一步肯定了托勒密屬地歸於塞琉古帝国所有。安條克三世至少恢復了帝国昔日的光輝。

### 羅馬共和国的征伐及再次瓦解
但安條克三世的光榮並不持久。隨著昔日的盟友腓力五世在前197年敗於古羅馬，安條克三世認為是擴張至希臘的好機會。受到被放逐的迦太基將軍漢尼拔的鼓勵及與埃托利亞同盟結盟後，安條克三世入侵希臘。不幸地，這一決定卻令他垮台。安條克在前191年的溫泉關戰役及前190年的馬格尼西亞戰役戰敗給羅馬，在前188年被迫簽下難堪的阿帕米亞和約，迫使他放棄在歐洲的所有領土、將托魯斯山脈以北整個小亞細亞割讓與帕加馬及支付鉅額賠償金。安條克為籌措賠償金而再次東征，在途中逝世，時為前187年。
塞琉古四世在位期間（前187—前175年），主要是措籌償還賠償金，他後來被首相希流多路刺殺。安條克四世試圖在與埃及的戰爭中重拾塞琉古帝国昔日的光輝，他將埃及軍隊擊敗，並兵臨亞歷山卓，但他也被羅馬大使盖乌斯·波皮利乌斯·拉埃纳斯迫令撤離。拉埃纳斯在安條克四世四周沙地上畫一圓圈，並叫安條克在離開沙圈前決定是否撤出埃及。安條克選擇了撤軍。
安條克四世的激進和早逝，加速塞琉古帝國進一步瓦解，原本在安條克四世後期東部地區仍然近乎無法控制，使安息逐步占領帝國東部。而安條克冒急的反猶太化的行動觸發馬加比革命，造成在猶太人的軍事叛亂。前163年，安條克在一次出征安息時逝世。

### 日益腐敗
安條克四世死後，塞琉古帝國政局日趨不穩。頻繁的內戰令中央權力極度脆弱。前161年，塞琉古四世之子德米特里一世推翻安條克五世（安條克四世之子）。德米特里試圖恢復塞琉古政權，尤其是在猶太，却於前150年被亞歷山大·巴拉斯推翻。巴拉斯冒允是安條克四世之子，背後有托勒密埃及的支持。巴拉斯其後又於前145年被德米特里二世（德米特里一世之子）推翻。然而，德米特里二世却無法控制整個帝國。首先有巴拉斯的殘餘勢力繼續支持巴拉斯之子登位成為安條克六世，繼而有將軍狄奧多特·特里豐的篡位。
與此同時，塞琉古的邊疆控制權急速衰落。前143年，馬加比革命使猶太人完全獨立。安息勢力亦同時不斷擴張。在前139年，德米特里二世在一場與安息的戰役中落敗被俘。這時候，整個伊朗高原落入了安息的控制中。德米特里二世之弟安條克七世最終恢復短暫的統一，但却有一個與哥哥不一樣的下場：他在前129年另一場與安息人的戰役中被殺，塞琉古在巴比倫尼亞的管治終於崩潰。安條克七世死後，塞琉古的所有管轄亦隨即瓦解，國內各方勢力為爭奪塞琉古剩餘的權力幾乎變成無休止的內戰。

### 塞琉古帝國的崩潰
塞琉古王朝的後期在前238年東部的帕提亞和巴克特里亞獨立之後，東部被安息王朝所擾，西面又面臨羅馬的擴張。前198年，塞琉古帝国被罗马所击败，亚美尼亚王国得以从塞琉古帝国独立。前83年，亚美尼亚的提格兰二世征服叙利亚地区，并占领了塞琉古帝国首都安条克。罗马共和国也于此时不断东扩，经过苏拉和庞培的多次远征后从亚美尼亚手中夺得了黎凡特沿海地区。随着罗马在地中海东岸立足的稳固，塞琉古帝国于前64年被罗马征服。

## 文化交流
塞琉古帝國的版圖西至愛琴海，東至阿富汗，统治了多個民族，其中包括希臘人、阿卡德人、埃兰人、迦勒底人、波斯人、米底人、猶太人、印度人等等。統治者實行的是亞歷山大大帝所推行的民族通婚政策。自前313年開始，近東、中東及中亞文化被希臘化接近250年。帝國的管治模式是建立數以百計的城市作為貿易及製造就業之用。原有的城市中很多都受到古希臘的哲學思想、宗教情操和政治制度洗禮。古希臘文化及當地原來的宗教及思想的揉合，在帝國各處和平與叛亂共存的年代，造就出不同樣貌的成功，這段期間稱為希臘化時代。

## 商業
塞琉古帝國的商業和手工業甚為發達。連通東西的海陸商路，遍佈各地的新舊城市與移民地，統一的貨幣（阿提卡制）和統一的語言（通用希臘語），都給工商業的發展提供了重要的保證。塞琉古王朝主要進行轉手貿易，獲取利益。東方的絲綢、香料，敘利亞、美索不达米亚、希臘等地的精巧手工藝品，都經他們的仲介而轉運他方。商業是重要的經濟部門，帝國與托勒密王朝往往因爭奪商路而發動戰爭。商業的發達刺激了手工業的繁榮。呂底亞的薩第斯城就是華美的地毯的製造中心，其他諸如金屬冶煉、釀酒、玻璃製造、紡織印染等行業的產品也享有盛名。

## 土地制度
塞琉古王朝的土地制度與埃及托勒密王朝有同也有異。全國的土地都是“王田”，名義上歸國王所有，但實際上，土地的所有權和使用權並不能統一。國王的租稅較輕，大部分土地稅僅1/10。王室土地由農民耕種，他們以實物或貨幣形式交納租稅。其餘的王田以“讓與”的形式來分配。有些“讓與”是對既成事實的承認。高官顯貴們接受賜田，新建城市由國王劃給土地，軍事殖民地的軍人領取份地。本地原有城市和神廟的土地也因國王的旨意而增減。舊希臘城市的土地歸城市全體公民佔有。這些讓與的土地主要由王田農夫（勞伊）耕種，也有的由佔有者自己耕種（如軍事份地、城市一般公民的土地），或由佃農、奴隸（如神廟土地）來耕種。王田農夫的處境與埃及的農民沒有差別，他們被束縛在土地上，隨土地的轉移而更換主人，即使有的農民移居到別處，也不能割斷與原居住地的關係，不得放棄應負的義務與責任。奴隸主要集中在城市和神廟。有的神廟擁有廟奴數千人，個別的大奴隸主也有千名奴隸。

## 历代统治者
- 塞琉古一世（胜利王） （总督：前311年–前305年；国王：前305年–前281年）
- 安條克一世（救济王） （前294年起与父共治；单独统治：前281年–前261年）
- 安條克二世（“神”） （前266年起与父共治；单独统治：前261年–前246年）
- 塞琉古二世（凱旋王）（前246年–前225年）
- 塞琉古三世（救济王二世） （前225年–前223年）
- 安條克三世（大王） （前223年–前187年）
- 塞琉古四世（爱父王） （前187年–前175年）
- 安條克四世（神顯王） （前175年–前164年）
- 安條克五世（父貴王） （前164年–前162年）
- 德米特里一世（救济王三世） （前161年–前150年）
- 亞歷山大·巴拉斯（施惠王） （前154年–前145年）
- 德米特里二世（胜利王二世）（前145年–前138年）
- 安條克六世（神顯王二世）（前145年–约前140年）
- 狄奧多特·特里豐 （约前140年–前138年）
- 安條克七世（施惠王二世） （前138年–前129年）
- 德米特里二世（胜利王二世）（復位，前129年–前126年）
- 亞歷山大二世（“奴隶”）（前129年–前123年）
- 克麗奧佩脫拉·特婭 （前126年–前123年）
- 塞琉古五世（爱母王） （前126年/前125年）
- 安條克八世（鹰鼻王）（前125年–前96年）
- 安條克九世（敬神王）（前114年–前96年）
- 塞琉古六世（神顯胜利王）（前96年–前95年）
- 安條克十世（爱父王二世）（前95年–前92年或前83年）
- 德米特里三世（英语：Demetrius III Eucaerus）（爱父王三世）（前95年–前87年）
- 安條克十一世（神顯王三世）（前95年–前92年）
- 腓力一世（愛兄王）（前95年–前84年或前83年）
- 安條克十二世（酒神王）（前87年–前84年）
- 提格兰二世（大王二世） （前83年–前69年） 亞美尼亞国王，征服了叙利亞
- 安條克十三世（英语：Antiochus XIII Asiaticus） （前69年–前64年）
- 腓力二世（忠于罗马王）（前65年–前63年）
- 塞琉古七世（爱母王二世）（前70年–约前60年）

## 延伸阅读
[在维基数据编辑]
 《欽定古今圖書集成·方輿彙編·邊裔典·條支部》，出自陈梦雷《古今圖書集成》
 《史記/卷123》，出自司馬遷《史記》
 《後漢書·卷88》，出自范晔《後漢書》
 《北史·卷097》，出自李延壽《北史》